# Фофанов, Тимофей Александрович
Тимофей Александрович Фофанов (?—1886) — российский генерал-лейтенант, герой русско-турецкой войны 1877—1878 годов.

## Биография
В военную службу вступил в середине 1830-х годов, 29 сентября 1838 года произведён в первый офицерский чин. Служил по армейской пехоте. 9 марта 1854 года произведён в майоры Костромского егерского полка, 1 декабря 1855 года — в подполковники того же полка.
С 31 марта 1863 года был полковником (старшинство в чине установлено с 11 января). 1 мая получил в командование Шлиссельбургский пехотный полк.
30 августа 1873 года произведён в генерал-майоры и назначен командиром 2-й бригады 12-й пехотной дивизии. Во главе этой бригады он принял участие в Русско-турецкой войне 1877—1878 годов.
14 ноября занимал позицию у Трыстеника, а 28 ноября сражался под Мечкой. 23 декабря 1878 года ему был пожалован орден Святого Георгия 4-й степени
За дело с турками под Трестеником, 14 ноября 1877 г., где выказал блестящую храбрость и умение подбодрить солдат.
С 15 октября 1885 года командовал 1-й бригадой 12-й пехотной дивизии, 30 августа 1886 года был произведён в генерал-лейтенанты и был назначен начальником 11-й пехотной дивизии. Скончался в конце того же года, 27 декабря исключён умершим.
У Фофанова было три сына: Владимир (генерал-майор), Александр и Иван (подполковники).

## Награды
Среди прочих наград Фофанов имел ордена:
- Орден Святой Анны 3-й степени (1854 год)
- Орден Святого Станислава 2-й степени (1859 год, императорская корона к этому ордену пожалована в 1862 году)
- Орден Святого Владимира 4-й степени с бантом (1864 год, за беспорочную выслугу 25 лет в офицерских чинах)
- Орден Святой Анны 2-й степени с мечами (1865 год, императорская корона к этому ордену пожалована в 1867 году)
- Орден Святого Владимира 3-й степени (1870 год)
- Орден Святого Станислава 1-й степени с мечами (1878 год)
- Орден Святого Георгия 4-й степени (23 декабря 1878 года)
- Орден Святой Анны 1-й степени с мечами (1878 год)
- Орден Святого Владимира 2-й степени (1883 год)[2]